# Catephia eurymelas
Catephia eurymelas là một loài bướm đêm trong họ Erebidae.